# كايل ديني
كايل ديني (بالإنجليزية: Kyle Denney)‏ هو لاعب كرة قاعدة أمريكي، ولد في 27 يوليو 1977 في براغ في الولايات المتحدة.

## وصلات خارجية
- كايل ديني على موقعبيزبول رفرنس.كوم (الدوري الرئيسي) (الإنجليزية)